# Rafael Zornoza Boy
Mons. Rafael Zornoza Boy (31. července 1949, Madrid) je španělský katolický kněz a biskup.

## Život
Narodil se 31. července 1949 v Madridu. Je třetí ze šesti dětí. Studoval na Colegio Calasancio v Madridu otců piaristů, a současně hudbu a hraní na klavír na konzervatoři ve stejném městě. Vstoupil do menšího semináře v Madridu a poté do vyššího semináře, kde se od roku 1969 do 1974 věnoval studiu teologie, a získal bakalářský titul.
Na kněze byl vysvěcen 19. března 1975 a byl jmenován vikářem farnosti Svatého Jiří a roku 1983 farním knězem. Byl kaplanem Katolické akce a podporoval Cursillos de Cristiandad.
Roku 1983 byl zvolen členem Kněžské rady arcidiecéze Madrid. Poté pokračoval ve studiu a na Papežské univerzitě Comillas získal licentiát z biblické teologie a poté doktorát. V říjnu 1991 se stal osobním tajemníkem biskupa Getafe. Zde také vstoupil do kněžské rady. Roku 1992 byl jmenován rektorem nového semináře. Byl profesorem teologie na Diecézní škole teologie v Getafe. Byl spolupracovníkem při pořádání letních kurzů a byl ředitelem duchovních cvičení.
Dne 13. prosince 2005 byl papežem Benediktem XVI. jmenován pomocným biskupem diecéze Getafe a titulárním biskupem menteským. Biskupské svěcení přijal 5. února 2006, z rukou Joaquina Marii Lópeze de Andújara a spolusvětiteli byli Antonio María Rouco Varela a Manuel Monteiro de Castro. Tuto funkci vykonával do 30. srpna 2011, kdy byl ustanoven biskupem diecéze Cádiz y Ceuta.